# Emil Rameis
Emil Rameis (* 28. April 1904 in Regau; † 22. April 1973 in Linz) war ein österreichischer Komponist, Dirigent, Pädagoge und Flötist.

## Leben
Emil Rameis erhielt den ersten Querflötenunterricht im Alter von neun Jahren in Vöcklabruck. Von 1923 bis 1930 leistete er den Militärdienst als Musiker beim Oberösterreichischen Alpenjägerregiment Nr. 7, einem Vorläufer des heutigen Panzerbataillon 14, ab. Während dieser Zeit wurde er auch von Max Dornberger und Josef Bernauer in Musiktheorie unterrichtet. Von 1930 bis 1954 war Rameis Flötist im Orchester des Linzer Landestheaters; während des Zweiten Weltkriegs wurde er zur Wehrmacht einberufen und gründete in Polen ein Musikkorps. Ab 1952 bis zu seiner Pensionierung im Jahr 1969 war Rameis Kapellmeister der Gendarmeriemusik Oberösterreich. Daneben hatte er von 1952 oder 1955 bis 1958 das Amt des Landeskapellmeisters des Oberösterreichischen Blasmusikverbandes inne.
Rameis war auch als Pädagoge aktiv; von 1945 bis 1960 unterrichtete er Querflöte am Bruckner-Konservatorium in Linz. Außerdem war er in der Ausbildung von Blasorchesterdirigenten tätig, unter anderem in Steyr. Einer seiner Schüler aus dieser Zeit war der Komponist Bruno Sulzbacher.
Emil Rameis war seit 1937 mit der Pianistin und Musikpädagogin Hermine Rameis-Kögler verheiratet. Sein Sohn ist der Dirigent Helmuth Froschauer.

## Auszeichnungen
- 1970: Goldenes Verdienstzeichen der Republik Österreich[4]

## Werke
Emil Rameis trat als Komponist und Arrangeur vorwiegend im Bereich der Blasmusik in Erscheinung. Zu diesem Zweck gründete er einen Eigenverlag, der nach seinem Tod durch den Musikverlag Johann Kliment übernommen wurde. Daneben verfügte Rameis über eine umfangreiche Sammlung zur österreichischen Blas- und speziell Militärmusik; aus dieser stellte er ein Manuskript zum Thema Militärmusikgeschichte zusammen, das posthum veröffentlicht wurde.

### Kompositionen für Blasorchester (Auswahl)
- Tapfer und treu Marsch (dem oö. Landesgendarmeriekommando gewidmet)[4]
- Pinsdorfer-Marsch
- Österreichs Wehr Marsch
- Austria-Amerika Konzertmarsch
- Auf geht's Walzer
- Bauerndirndln Walzer
- Der G’schwinde Galopp
- Festliches Präludium
- zahlreiche Blasmusik-Bearbeitungen klassischer Werke (u. a. Deutsches Hochamt von Michael Haydn, Deutsche Messe von Franz Schubert)

### Publikationen
- Die österreichische Militärmusik von ihren Anfängen bis zum Jahre 1918. In: Internationale Gesellschaft zur Erforschung und Förderung der Blasmusik (Hrsg.): Alta Musica Band 2. Hans Schneider Verlag, Tutzing 1976, ISBN 978-3-7952-0174-6
- Letzter Kapellmeister der "Alten Hessen" – Gustav Mahr zum 100. Geburtstag. In: Linzer Volksblatt 1958 Nr. 271.